# Sora Sora (Machacamarca)
Sora Sora (auch: Vicente Ascarrunz) ist eine Ortschaft im Departamento Oruro im Hochland des südamerikanischen Andenstaates Bolivien.

## Lage im Nahraum
Sora Sora ist der zentrale Ort des Kanton Vicente Ascarrunz im Municipio Machacamarca in der Provinz Pantaleón Dalence. Die Ortschaft liegt auf einer Höhe von 3765 m am linken, südlichen Ufer des Río Huanuni, der von der Ortschaft Huanuni nach Nordwesten fließend in den Uru-Uru-See mündet.

## Geographie
Sora Sora liegt am östlichen Rand des bolivianischen Altiplano und wird nach Osten hin von den Hochgebirgszügen der Cordillera Central begrenzt. Die Vegetation der Region ist die der Puna, das Klima ist kalt-trocken und ein typisches Tageszeitenklima, bei dem die mittleren Temperaturschwankungen im Tagesverlauf deutlicher ausfallen als im Verlauf der Jahreszeiten.
Die Jahresdurchschnittstemperatur der Region liegt bei knapp 11 °C und schwankt zwischen 6 °C im Juni/Juli und 14 °C im November (siehe Klimadiagramm Oruro). Der Jahresniederschlag beträgt niedrige 400 mm, mehr als die Hälfte des Jahres ist arid, und nur in den Sommermonaten von Dezember bis März fallen nennenswerte Niederschläge von durchschnittlich 65 bis 85 mm im Monat.

## Verkehrsnetz
Sora Sora liegt in einer Entfernung von dreißig Straßenkilometern südlich von Oruro, der Hauptstadt des gleichnamigen Departamentos.
In Sora Sora beginnt die 976 Kilometer lange Nationalstraße Ruta 6, die von hier aus über Sucre nach Osten zur paraguayischen Grenze führt.
Wenige Kilometer westlich, bei Machacamarca, führt an Sora Sora die 1215 Kilometer lange Ruta 1 in nord-südlicher Richtung vorbei, die von Desaguadero (Bolivien) an der peruanischen Grenze über El Alto und Oruro im Norden weiter nach Potosí und Tarija im Süden führt und bei Bermejo an der Grenze zu Argentinien endet.

## Bevölkerung
Die Einwohnerzahl der Ortschaft hat sich in den vergangenen beiden Jahrzehnten nur unwesentlich verändert:
| Jahr | Einwohner | Quelle       |
| ---- | --------- | ------------ |
| 1992 | 88        | Volkszählung |
| 2001 | 117       | Volkszählung |
| 2012 | 99        | Volkszählung |
| 2024 |           | Volkszählung |

Die Region weist einen hohen Anteil an Quechua-Bevölkerung auf, im Municipio Machacamarca sprechen 71,2 Prozent der Bevölkerung Quechua.